# C6H3N3O7
化学式C6H3N3O7的化合物（摩尔质量：229.1 g/mol）可以指：
- 三硝基苯酚
  - 2,3,4-三硝基苯酚，CAS号：？
  - 2,3,5-三硝基苯酚，CAS号：？
  - 2,3,6-三硝基苯酚，CAS号：？
  - 2,4,5-三硝基苯酚，CAS号：610-26-4 
  - 苦味酸 （2,4,6-三硝基苯酚），CAS号：88-89-1 
  - 3,4,5-三硝基苯酚，CAS号：？
- 3,5-二硝基-2-(2-硝基乙烯基)呋喃，CAS号：64554-47-8